# NGC 5625
NGC 5625 (również PGC 51592 lub Arp 50) – galaktyka spiralna (Sbc), znajdująca się w gwiazdozbiorze Wolarza. Odkrył ją John Herschel 28 kwietnia 1827 roku. Jest to galaktyka z aktywnym jądrem.
Na jednym z ramion spiralnych tej galaktyki widoczne jest zgrubienie, część źródeł klasyfikuje je jako galaktykę (o oznaczeniach NGC 5625-2 lub NGC 5625 NED01). Być może jest tylko zagęszczenie gwiazd w galaktyce NGC 5625.